# Убица станује на броју 21
L'assassin habite au 21 (срп. Убица станује на броју 21) је француска црно-бела криминалистичка филмска комедија снимљена 1942. у режији Анри Жорж Клузо а, коме је представљала режијски деби. Темељи се на истоименом роману белгијског писца Станислас-Андре Стееман. Радња приказује како у Паризу непознати починитељ убија људе остављајући визиткарте с именом "Монсиеур Дуранд". Протагонист, кога глуми Пиерре Фреснаи, је полицијски инспектор Венкеслас "венс" Воробетхик који га покушава пронаћи уз помоћ своје девојке, амбициозне глумице Милла-Малоу чији лик тумачи Сузи Делаир.
 Л'ассассин  је настао за време Другог светског рата у продукцији Континентал Филмс, студија који су основале немачке окупационе власти како би француској публици пружиле замена за холивуд филмове. Клузо је раније за исти студио радио као сценариста, укључујући филм Ле Дерниер дес сик, из кога је за Л'ассасин узео ликове венс и Милла-Малоу, а радњу је такође из Лондона преместио у Париз. Аутор оригиналних романа и ликова с том одлуком није био задовољан, а и снимање је протекло у потешкоћама, па се Делаир после тврдила да ју је Клузо имао обичај шамарати на сету. Упркос тога, након премијере је доживео велики успех те се сматра једним од најбољих француских филмова направљених за време окупације.